# JabRef
 O JabRef é um software de gerenciamento de referência que usa BibTeX e BibLaTeX como seus formatos nativos e, portanto, é normalmente usado para o LaTeX . A versão original do JabRef foi lançado em 29 de novembro de 2003. O nome JabRef significa Java, Alver, Batada, Referência. O JabRef fornece uma interface para editar arquivos BibTeX, importar dados de bancos de dados científicos online e gerenciar e pesquisar arquivos BibTeX. O JabRef está disponível sob licença MIT desde a versão 3.6 (anteriormente GPL). O JabRef é uma ferramenta de gerenciamento de referência e citações, que é software livre e multiplataforma.

## Funcionalidades de Ferramenta
O aplicativo é desenvolvido em Java e é mantido para Windows, Linux e Mac OS X, está disponível gratuitamente e é desenvolvido ativamente.

### Mecanismos de coleta
- Busca em várias bibliotecas digitais como o Portal ACM, CiteSeer, CrossRef, DBLP, DOAJ, GVK, Google Scholar, IEEEXplore, INSPIRE-HEP, Medline, MathSciNet, Sistema de dados astrofísicos SAO / NASA, Springer, arXiv e zbMATH .
- Opções de importação de mais de 15 formatos de referência
- Recuperação e adição artigos (texto completo)
- Busca de informações bibliográficas completas com base em ISBN, DOI, PubMed-ID e arXiv-ID
- Extração de metadados de PDFs
- O Complemento JabFox Firefox permite importar novas referências diretamente do navegador com um clique

### Organização
- Agrupamento da pesquisa em coleções hierárquicas e organização com base em palavras-chave / tags, termos de pesquisa ou suas próprias atribuições manuais
- Recursos avançados de pesquisa e filtro
- Preenchimento e correção de dados bibliográficos comparando com catálogos on-line selecionados, como Google Scholar, Springer ou MathSciNet
- Geração de chave de citação (citation key) personalizável
- Personalização e adição de novos campos de metadados ou tipos de referência
- Localização e mesclagem de duplicatas
- Possibilidade de anexar documentos relacionados: 20 tipos diferentes de documentos suportados, totalmente personalizáveis e extensíveis
- Mudança de nomes de documentos anexados de acordo com regras personalizáveis
- Possibilidade de acompanhar o que você lê: classificação, prioridade, impressão, qualidade garantida

### Citações
- Suporte nativo para BibTeX e BibLaTeX
- "Cite-as-you-write": citação conforme o usuário escreve em aplicativos externos, como Emacs, Kile, LyX, Texmaker, TeXstudio, Vim e WinEdt .
- Formatação de referências em um dos muitos milhares de estilos de citação integrados ou crie seu próprio estilo
- Suporte ao Word e LibreOffice / OpenOffice para inserir e formatar citações

### Uso
O JabRef é usado por várias universidades, por exemplo, pela Universidade de Melbourne, Universidade de Saskatchewan e outras.

### Compartilhamento
- Muitas opções de exportação integradas ou possibilidade de criação de formatos de exportação
- A biblioteca é salva como um arquivo de texto simples e, portanto, é fácil compartilhar com outras pessoas via Dropbox, facilitando o controle de versão
- Trabalho em equipe: sincronize o conteúdo da biblioteca utilizando banco de dados SQL

## Instalação
Versões de desenvolvimento estão disponíveis em builds.jabref.org, a versão estável mais recente está disponível no FossHub . O JabRef pode ser utilizado em qualquer sistema que rode a Java Virtual Machine (1.8), que pode ser baixada gratuitamente do site da Oracle . Observe que o Java 9 atualmente não é suportado. A partir do JabRef 4.0, o suporte ao JavaFX deve ser instalado.
- Windows: O JabRef oferece um instalador, que também adiciona um atalho ao JabRef no menu Iniciar.
- Linux: Por favor, consulte o Guia de Instalação .
- Mac OS X: consulte as Perguntas frequentes do Mac OS X.

## Licença
Desde a versão 3.6, o JabRef é disponibilizado sob a licença MIT . Consulte o LICENSE.md para ler a licença completa O JabRef também usa bibliotecas, fontes e ícones distribuídos por terceiros. Consulte bibliotecas externas para mais detalhes.